# 1 (ザラ・ラーソンのアルバム)
『1』（ワン）は、ザラ・ラーソンの1枚目のスタジオ・アルバム。

## 概要
2枚のEP『Introducing』『Allow Me to Reintroduce Myself』のリリースを経て発表された初のフルアルバム。
現在、スカンディナビア半島の国々以外のiTunesでは取扱いがないが、日本などの国からは輸入盤CDの購入が可能。

## チャート成績
スウェーデンでは初登場1位を記録。その後も4週に渡り10圏内をマーク、最終的には49週もの期間60位圏内にチャートインした。ノルウェーとデンマークでもチャートインを果たした。
また、スウェーデンではプラチナム認定（40,000枚以上）を受けている。

## シングル
このアルバムからのシングル6作すべてがスウェーデン国内でチャートイン。
- 1st「Uncover」2013年1月21日 / スウェーデン 最高1位 / アルバムに収録されたのは新録バージョン
- 2nd「She's Not Me」2013年6月26日 / スウェーデン 最高21位
- 3rd「Bad Boys」2013年10月13日 / スウェーデン 最高27位
- 4th「Carry You Home」2014年5月12日 / スウェーデン 最高3位
- 5th「Rooftop」2014年9月15日 / スウェーデン 最高6位
- 6th「Weak Heart」2015年1月12日 / スウェーデン 最高53位

## 収録曲
1. Skippin a Beat
トーヴ・ローが制作に参加。
2. Wanna Be Your Baby
3. Rooftop
アルバムからの5枚目のシングル。
4. Never Gonna Die
5. Carry You Home
アルバムからの4枚目のシングル。
6. Can't Hold Back
7. Weak Heart
アルバムからの6枚目のシングル。
8. If I Was Your Girl
9. Secret
10. Endless
11. Still in My Blood
12. Uncover (2014 version)
シングル『Uncover』の新録バージョン。
13. Bad Boys
アルバムからの3枚目のシングル。
14. She's Not Me, Pt. 1 & 2
アルバムからの2枚目のシングル。